# Harry Saint John Bridger Philby
Harry St John Bridger Philby conegut com a Jack Philby o com a Sheikh Abdullah —الشيخ عبدالله— (Badulla, Ceilan, 3 d'abril de 1885 - Beirut, 30 de setembre de 1960), fou un arabista, explorador, escriptor i oficial britànic, convertit a l'islam. Fou el pare de Kim Philby, espia britànic de la guerra freda.
Va estudiar a Cambridge i va manifestar aviat interès en l'Índia. La I Guerra Mundial el va sorprendre a l'Iraq (1915-1917). Llavors va començar a apreciar el món àrab i va fer el seu primer viatge a Aràbia per convèncer el rei Saud d'atacar l'Emirat d'Hail, on els Banu Rashid (o Al Rashid) estaven aliats a la Porta., Després de la guerra va restar a Iraq i a Transjordània. El 1924 va dimitir dels seus càrrecs i durant uns anys va fer operacions comercials amb els països àrabs, i va dirigir premsa nacionalista àrab i antibritànica. El 1930 es va fer musulmà. Mercès a això va poder fer els seus grans viatges per Aràbia. Es va acostar als estats del Protectorat d'Aden amb saudites armats i els britànics van sospitar que volia imposar el domini saudita sobre aquestos xeics. Si bé sembla que així era, els viatges de Philby foren també d'una gran vàlua científica, ja que anotava tot els fenòmens que veia i totes les dades rellevants. El 1939 va tornar a Anglaterra però al final va tornar a Aràbia i entre 1950 i 1953 va fer nous viatges d'exploració a Aràbia. Les seves crítiques a la nova moral dels rics saudites (sobretot la família reial) enriquits pel petroli, el va obligar a marxar del país cap a Beirut (1955). Encara va fer dos viatges a Ryadh abans de la seva mort.

## Obres
- The heart of Arabia; Londres: Constable, 1922.
- Arabia of the Wahhabis. Londres: Constable, 1928.
- Arabia, Londres, Ernest Benn, 1930.
- The empty quarter: being a description of the great south desert of Arabia known as Rub 'al Khali, Londres: Constable, 1933. llibre escaneijat
- Harun al Rashid, Londres: P. Davies, 1933.
- Routes in south-west Arabia [map]: From surveys made in 1936, Methuen & Co Ltd, 1936.
- Sheba's daughters; being a record of travel in Southern Arabia, Londres: Methuen & Co Ltd, 1939.
- A Pilgrim in Arabia, Londres: The Golden Cockerel Press, [1943].
- The Background of Islam: being a sketch of Arabian history in pre-Islamic times, Alexandria: Whitehead Morris, 1947.
- Arabian Days, an autobiography, Londres: R. Hale, 1948.
- Arabian Highlands, Ithaca, N.Y.: Cornell University Press, 1952
- Arabian Jubilee, Londres: Hale, 1952
- Sa′udi Arabia, Londres: Benn, 1955, Beirut 1968
- The Land of Midian, Londres: Ernest Bean Limited, 1957.
- Forty Years in the Wilderness, Londres: R. Hale, 1957.
- Arabian Oil Ventures, Washington: Middle East Institute, 1964.